# Anton Graf (Unternehmen)
Die Anton Graf GmbH Reisen & Spedition ist eines der größten Reisebusunternehmen Deutschlands mit Sitz in Herne. Das Unternehmen, das auch in anderen Transportbranchen aktiv ist, wurde im Jahr 1928 durch Mathilde und Anton Graf (1905–1979) in Wanne-Eickel gegründet.

## Geschäftsbereiche
Grafs ReisenGrafs Reisen betreibt über 70 Reisebusse, zumeist von Neoplan. Es werden über 1300 Busreisen für über 270.000 Gäste jährlich durchgeführt.
(Linien-)BusbetriebIm Bereich Busbetrieb werden über 40 Omnibusse im Linienverkehr des Öffentlichen Personennahverkehrs betrieben und über 3,4 Mio. Fahrgäste jährlich befördert.
SpeditionIm Bereich der Spedition bilden 21 Fahrzeuge, 66 Wechselcontainer und 50 Mitarbeiter ein Umzugsunternehmen.
ReisebüroEs werden 7 Reisebüros in 4 Ruhrgebietsstädten (Herne, Bochum, Essen und Gelsenkirchen) betrieben.